# Snowdon
Snowdon (valižansko Yr Wyddfa, izgovarjava [əɾ wɨ̞ðva]) je najvišja gora v Walesu z nadmorsko višino 1085 metrov in najvišja točka na Britanskem otočju brez Škotskega višavja. Je v narodnem parku Snowdonia (Parc Cenedlaethol Eryri) v Gwyneddu in "verjetno najbolj obljudena gora v Veliki Britaniji". [3] Zaradi redkih rastlinskih in živalskih vrst je razglašena za državni naravni rezervat .
Kamnine Snowdona so ustvarili vulkani v obdobju ordovicija, masiv je nastal zaradi poledenitve, ki je ustvarila piramidni vrh Snowdon, greben Crib Goch in Y Lliwedd. Prepadna pobočja na Snowdonu, tudi Clogwyn Du'r Arddu, so pomembna plezališča. Na njem se je leta 1953 usposabljal Edmund Hillary za vzpon na Mount Everest. 
Na vrh se je mogoče povzpetipo več znanih poteh ali s snowdonsko gorsko zobato železnico, ki so jo odprli leta 1896. Razdalja od Llanberisa do postaje na vrhu je 7,6 km. Na vrhu je restavracija Hafod Eryri, ki je odprta, samo kadar vozi vlak. Zgrajena je bila leta 2006. Zamenjala je staro, zgrajeno leta 1930. Vlak vozi od pomladi do oktobra. Dnevni razpored voženj je odvisen od vremena in povpraševanja.
Snowdon v stari angleščini pomeni "sneženi hrib", medtem ko valižansko ime  Yr Wyddfa pomeni "gomila" (tumulus). Morda se sklicuje na gomilo, vrženo čez legendarnega velikana Rhitto Gawra po porazu s kraljem Arturjem. Tudi druga bitja iz legende o kralju Arturju so povezana z goro, na primer legendarna vodna pošast (afanc) in škrati (tylwyth tyeg).

## Višina
Po raziskavi leta 1682 naj bi bil vrh Snowdona visok 1130 m; leta 1773 je Thomas Pennant navajal 1088 m nadmorske višine od morske gladine v Caernarfonu. Nedavne študije kažejo, da je višina 1085 m. Snowdon je najvišja gora v Walesu in najvišja točka na Britanskem otočju zunaj Škotske. Snowdon je ena od treh gora, na katero se je treba povzpeti v okviru izzivanja treh hribov (National Three Peaks Challenge). 

## Okolje

### Rastlinstvo
Enkratno okolje, zlasti njegove redke rastline so pripomogle, da je Snowdon postal državni naravni rezervat. Poleg rastlin, ki so razširjene v Snowdoniji, je Snowdon dom nekaterih rastlin, ki jih redko najdemo drugje v Veliki Britaniji. Najbolj znana med njimi je snowdonska lilija (Gagea serotina), ki raste tudi v Alpah in Severni Ameriki. Prvi jo je odkril Edward Lhuyd v Walesu. Je iz rodu Lloydia (zdaj je vključena v družino Gagea). V njegovo čast jo je imenoval R. A. Salisbury.  Snowdon leži v severnem delu narodnega parka Snowdonija, ki prav tako pravno zaščiten vse od njegove ustanovitve leta 1951. 

### Geologija
Kamnine, ki danes sestavljajo Snowdon in sosednje gore, so bile oblikovane v ordoviciju. Takrat je bila večina sodobnega Walesa blizu roba Avalonije, ki se je potopila v starodavni  Japetov ocean.  Pred 458 do 457 milijoni let se je oblikovala vulkanska kaldera in sprožila tokove pepela iz riolitskega tufa, ki se je naložil do 500 metrov na debelo. Sedanji vrh je blizu severnega roba starodavne kaldere; njenega obsega ne poznamo, a segala je do vrha Moela Heboga na jugozahodu.
Snowdon in njegovi okoliški vrhovi so bili opisani kot "pravi primeri alpske topografije".  Vrhova Snowdon in Garnedd Ugain sta obdana s krnicami, zaokroženimi z dolinami, ki jih je izoblikovala poledenitev.  Ledeniška erozija v sosednjih krnicah je povzročila značilne grebene: Crib Goch, Crib y Ddysgl in Y Lliwedd ter piramidni vrh Snowdona. Druge ledeniške reliefne oblike, ki jih je mogoče videti okrog Snowdona, so skalne grbe, ledeniški balvani in morena. 

### Podnebje
Snowdon je pogosto odet v sneg, čeprav je v posameznih letih količina zelo različna. Pobočja Snowdona imajo eno najvlažnejših podnebij v Veliki Britaniji, povprečno letno pade več kot 5100 mm padavin. 

### Jezera
V krnicah na območju Snowdona so številna jezera:
- Llyn Llydaw na višini 440 m obsega 45 ha – leži v vzhodni krnici Snowdona Cwn Dyli in je z globino 58 m eno najglobljih jezer. Razlage njegovega imena so različne, lludw (pepel) zaradi sedimentov pepela ob obali, Llydaw ( Bretanja (zgodovinska pokrajina)). Dokazano je naselje kolišč, našli so 3 m × 0,6 m velik drevak, ki je bil leta 1862 opisan v Cambrian Journal. Jezero je precej obarvano zaradi bližnjih bakrenih rudnikov, uporablja ga tudi hidroelektrarna Cwm Dyli, ki je bila odprta leta 1906. Jezero prečka nasip, ki je bil zgrajen leta 1853 in bil povečan v 20. stoletju, da bi preprečili pogoste poplave. [11]
- Glaslyn na višini 600 m obsega 7,3 ha; prvotno se je imenoval Llyn y Ffynnon Glas. Globok je 39 m. Dolgo časa je veljalo prepričanje, da je brez dna. Z njim je povezanih veliko različnih mitov.
- llyn Ffynnon-y-gwas na višini 440 m obsega 4 ha – leži v krnici Treweunydd ob poti Snowdon Ranger. Z zajezitvijo je bil razširjen in se uporabljal kot rezervoar za skrilolome, vendar se je raven od takrat znižala in obseg zmanjšal na 24.000 kubičnih metrov.

Druga jezera so še llyn Du'r Arddu na višini 579 m, ki obsega 2 ha, llyn Teyrn v bližini prelaza Pen-y-pass  na višini 377 m, ki obsega 2 ha, je še  več manjših jezerc.

## Skalno plezanje
Masiv Snowdon ima številne spektakularne pečine in je pomemben v zgodovini plezanja v Združenem kraljestvu. Clogwyn Du'r Arddu je med plezalci pogovorno znan kot "Cloggy" in kot prvi preplezani hrib v Veliki Britaniji. Leta 1798 sta ga preplezala Peter Bailey Williams in William Bingley,  ko sta iskala redke rastline. Je ena najboljših pečin za plezanje v Veliki Britaniji.
Tudi Y Lliwedd so raziskovali zgodnji plezalci in je opisan v plezalnem vodniku  The Climbs on Lliwedd  (1909), ki sta ga napisala J. M. A. Thompson in A. W. Andrews in je eden prvih v Veliki Britaniji. Na Snowdonu so se Edmund Hillary in njegova skupina  pripravljali za uspešno odpravo na Mount Everest leta 1953.

## Vzponi
Prvi znan vzpon na Snowdon pripada botaniku Thomasu Johnsonu leta 1639. Thomas Pennant, valižanski zgodovinar iz 18. stoletja, je omenil "zmagovit sejem na naši glavni gori" , ko je leta 1284 Edvard I. osvojil Wales, kar lahko kaže na možnost vzponov že takrat. 
Snowdon je bil opisan kot "verjetno najbolj obljudena gora v Veliki Britaniji". Urejene so številne pešpoti, ki vodijo do vrha Snowdona z vseh strani in se lahko kombinirajo na različne načine. Pozimi vse te poti postanejo bistveno nevarnejše in sta potrebna dodatno znanje in oprema. Mnogi neizkušeni pohodniki so v zadnjih letih umrli, ko so poskušali splezati na goro.

### Llanberisova pot
Llanberisova pot je najdaljša pot do vrha in precej položna. Sledi smeri železnice in velja za najlažjo in najmanj zanimivo pot na vrh. Uporabljajo jo za vsakoletno tekaško tekmovanje, rekordni čas je manj kot 40 minut od začetka do vrha. 
Odsek poti blizu vrha je bil imenovan izbočen ubijalec ("Killer Convex"); v hladnih razmerah postane izbočeno pobočje nevarno za nepazljive pohodnike čez pečine Clogwyn Du'r Arddu. Februarja 2009 so umrli štirje ljudje. 

### Pot Snowdon Ranger
Pot se začne pri hostlu poleg llyna Cwellyna na zahodni strani gore. To je verjetno najstarejša pot do vrha.
Začne se s serpentinami po bujni zeleni trati, doseže močvirnato območje, se vzpenja do Bwlcha Cwma Brwynoga, teče po grebenu nad Clogwynom Du'r Arddujem do vrha. Sreča se z železniško progo, Llanberisovo potjo, potjo Crib Goch ter kombinirano potjo Pyg in Rudarsko potjo, vse na kratki razdalji, tik pod vrhom.

### Pot Rhyd Ddu
Po Rhyd Ddu se imenuje tudi pot Beddgelert, začne se v vasi Rhyd Ddu, zahodno od Snowdona, se rahlo dvigne navzgor na Llechog po širokem grebenu zahodno od vrha. Je lažja pot. Vidna je že od samega začetka do vrha. Je najmanj uporabljana pot. Vzpenja se z rahlim naklonom do Bwlcha Maina, jugozahodno od vrha, od tam pa bolj strmo, sreča se z Watkinovo potjo, kar je označeno z velikim stoječim kamnom nekaj sto metrov stran od vrha.

### Watkinova pot
Watkinova pot je najzahtevnejša, saj se začne na najnižji nadmorski višini. Zasnoval jo je Edward Watkin, lastnik železnice, ki je poskušal zgraditi železniški predor pod Rokavskim prelivom in je imel poletni dom v Nantu Gwynantu ob začetku poti. Prvotno je bila zasnovana kot pot za osle. Odprta je bila leta 1892. 
Začne se pri Bethaniji na A 498 in se sprva vzpenja po starem gozdu listavcev. Ko zapusti gozd, se vzpenja mimo slapov Afon Llan v ledeniško krnico v Cwm Llan, prečka odslužen zapuščen skrilolom. Nato doseže Plas Cwmllan, nekdanji dom upravljavca kamnoloma, ki je bil med drugo svetovno vojno uporabljen za vaje komandosov . V bližini Plasa Cwmllana je velik balvan, znan kot Gladstone Rock, ki ima plaketo v spomin na govor Williama Ewarta Gladstona leta 1892, takrat 83-letnega predsednik vlade, na temo pravosodja Walesa. Skrilolom je deloval od leta 1840 do leta 1882, ko je bil zaradi stroškov prevoza zaprt. Tu so ostanki različnih stavb, tudi vojašnice in barak.
Iz kamnoloma pot zavije na severovzhod, da bi dosegla Bwlch Ciliau, sedlo med Snowdonom in Y Lliweddom, ki je označeno z velikim možicem. Od tod se usmeri na zahod in se sreča s potjo Rhyd Ddu pri stoječem kamnu tik pod vrhom Snowdona.

### Čez Y Lliwedd
Pot čez Y Lliwedd se pogosteje uporablja za spust kot vzpon in sestavlja drugo polovico grebenskega prečenja, vzpon pa je potreben čez Crib Goch po Watkinovi poti do Bwlcha y Saethaua, nato pa naprej po grebenu do dvojnih vrhov Y Lliwedd. Nato se spusti do Cwma Dylija, da se pridruži Rudarski poti proti Penau-y- Passu.

### Rudarska pot
Rudarska pot se začne na parkirišču pri Penu-y-Passu na nadmorski višini okoli 350 metrov in je najbolj priljubljena pot do vrha Snowdona. Vodi mimo llyna Teyrna, se rahlo vzpenja, prečka nasip čez llyn Llydaw. Sledi obali jezera, se dvigne na Glaslyn, od koder se vzpenja strmo proti Bwlchu Glasu. Tu se pridruži vzponu po vijugah poti Pyg in doseže greben vrha, kjer se združi s potjo Llanberis in Snowdon Ranger. Opuščene rudniške stavbe so na več delih poti. 

### Pot Pyg
Pot tudi vodi iz Pena-y-Passa. Vzpenja se nad Bwlchem y Mochom na vzhodnem pobočju Criba Gocha pred prečkanjem grebena. Nad Glaslynom se ji pridruži Rudarska pot, se v vijugah vzpne na Bwlch Glas med Snowdon in Garnedd Ugain. Nihče ne ve zagotovo, zakaj se ta pot imenuje Pyg. Morda je ime dobila,  ker vodi skozi Bwlch y Moch (prašičji prelaz), ali pa morda po poti, po kateri so nosili prašiče (black tar) v rudnike bakra na Snowdonu. Druga razlaga je, da je pot dobila ime po bližnjem hotelu Pen y Gwryd, priljubljenem med prvimi pohodniki.

### Transverzala Crib Goch
Transverzala Crib Goch je "eden najboljših grebenskih sprehodov v Veliki Britaniji" in je del znanega grebena Snowdon Horseshoe, vezja vrhov okoli Cwma Dylija. Sledi poti Pyg, preden se loči od nje na Bwlchu y Mochu, in vodi na vzhodni greben Criba Gocha. Vse poti po njem se štejejo za zahtevne ali plezalne planinske poti.

## Snowdonska gorska železnica
Snowdonska gorska železnica (SMR) (valižansko Rheilffordd yr Wyddfa) je ozkotirna in zobata gorska železnica, od Llanberisa do vrha Snowdona je dolga 7,6 km.  To je edina taka železnica v Združenem kraljestvu in po več kot 100 letih delovanja še vedno priljubljena turistična zanimivost. En vagon se dvigne na goro s parno ali dizelsko lokomotivo. Železnico so gradili od decembra 1894, ko je prvo travno rušo zarezal Enid Assheton-Smith (po njem bila imenovana lokomotiva št. 2), do februarja 1896. Porabili so 63.800 £ (kar je enakovredno 6.594.000 £ leta 2015). 

## Razgledi z vrha
Snowdon ponuja nekaj najbolj obsežnih razgledov na Britanskem otočju. Ob jasnih dneh se vidijo Irska (Republika Irska in Severna Irska), Škotska, Anglija in otok Man, Peak District in južni Pennines, ki obkrožajo Manchester. Pogled med Snowdonom in Merrickom (južna Škotska) je najdaljša teoretično vidna razdalja na Britanskem otočju z 232 km. Vremenske razmere so zelo redko tako ugodne, da bi bil tak razgled. Z gore se v jasnih dneh vidijo tudi letališče v Manchestru, letališče Johna Lennona v Liverpoolu in celo polotok Howth Head v Dublinu na Irskem.

## Zgradba na vrhu
Prva stavba na vrhu Snowdona je bila zgrajena leta 1838, namenjena je bila prodaji osvežilnih pijač. Dovoljenje za prodajo opojnih alkoholnih pijač je dobila leta 1845. Zelo osnovna nastanitev je bila zagotovljena tudi za obiskovalce.  Ob začetku obratovanja železnice leta 1896 sta bila dodana nastanitev in prodajno mesto blizu vrha.
V 1930-ih je bilo veliko pritožb o stanju objektov na vrhu, zato je bila 1934/35 zgrajena nova stavba postaje. Zasnoval jo je sir Clough Williams-Ellis in vključil prostore za obiskovalce in kavarno. Ploščata streha je bila namenjena uporabi kot razgledna ploščad, kar je razvidno s fotografij. Fotografije v kavarni kažejo, da je bila streha razpokana, zato verjetno njena uporaba ni bila več mogoča. Ker je bila v vedno bolj slabem stanju, jo je princ Charles opisal kot "najvišji slum v Walesu".  Stavbo so zamenjali. Aprila 2006 je Uprava narodnega parka Snowdonija s pomočjo društva Snowdonija sprejela dogovor za začetek del nove stavbe in centra za obiskovalce.  Do sredine oktobra 2006 je bila stara stavba porušena.
8,4 milijona £ vreden center Hafod Eryri je oblikoval biro arhitektov Ray Hole skupaj s skupino Arup in graditeljem družbo Carillion. Uradno je bil odprt 12. junija 2009.  Valižanski narodni pesnik Gwyn Thomas je sestavil nov kuplet za novo stavbo, ki se prikaže na vhodu in na oknih ter se glasi: Copa'r Wyddfa: yr ydych chwi, yma, Yn nes at y nefoedd /The summit of Snowdon: Here you are nearer To Heaven, Vrh Snowdon: tu si bližje nebes). Ime Hafod Eryri je bilo izbrano na podlagi več sto predlogov, ki jih zbiral BBC. Hafod v valižanščini pomeni gorsko prebivališče, Eryri je valižansko ime za Snowdonijo.